# MiGente.com
MiGente.com era un sitio de redes sociales en línea dirigido específicamente a la comunidad hispana. Fue lanzado en 2000. Su antigua empresa matriz, Community Connect Inc., afirmó que MiGente.com era "el sitio en inglés de más rápido crecimiento para la comunidad hispana con más de 3 millones de miembros registrados". Los miembros provienen de una variedad de orígenes hispanos.
En febrero de 2007, el sitio se asoció con Si TV para lanzar nuevos canales en el sitio. La colaboración identificó y promovió a artistas musicales emergentes a través del sorteo mensual de Si TV.
MiGente.com fue propiedad de Community Connect Inc. hasta abril de 2008, cuando Radio One pagó 38 millones de dólares por Community Connect, con sede en Nueva York, que operaba varios sitios web de marca, incluidos BlackPlanet, MiGente y AsianAvenue. Antes de vender propiedades, Community Connect reclamó alrededor de 23 millones de usuarios. Community Connect Inc. fue pionera en las redes sociales urbanas mediante la creación de marcas como BlackPlanet y MiGente.
MiGente.com se parece visualmente a Facebook y tiene muchas características similares, como solicitudes de amistad, chat y etiquetado. Sin embargo, una diferencia clave es que MiGente.com permite una mayor personalización de las páginas de perfil. Además, a menos que el usuario lo personalice, todo lo que se publique en MiGente.com es público y los usuarios pueden comentar cualquier publicación, sin necesidad de ser amigos del autor.
En mayo de 2019, MiGente.com fue redirigido a BlackPlanet.com, que también es propiedad de Urban One.